# Trädgårdssandbi
Trädgårdssandbi (Andrena haemorrhoa) är en art i insektsordningen steklar som tillhör överfamiljen bin och familjen grävbin.

## Beskrivning
Både ansikte och mellankropp är pälsklädda, ansiktet vithårigt hos honan, beigehårigt hos hanen. Mellankroppen har mörkt rödbruna hår som blir mera blekbruna hos hanen. Bortsett från den orangeröda bakkroppsspetsen (blekare hos hanen), är bakkroppen nästan hårlös med undantag för glesa, vita hår på sidorna hos honan, och hos hanen mycket glesa, blekbruna hår. Honan blir 10 till 12 mm lång, medan hanen blir 8 till 11 mm.

## Ekologi
Trädgårdssandbiet förekommer i många olika naturtyper, som skogsbryn, torrbackar, vägrenar, stigar, ängar, sandhedar, ruderatmarker och planterade områden som trädgårdar och parker. I bergen kan biet gå upp till 2 000 m.
Arten flyger från april till tidigt i juli i norra delen av dess utbredningsområde. Längre söderut flyger den vanligen tidigare, mellan slutet av mars till maj. I bergen kan dock flygtiden vara senare. Den är polylektisk, den flyger till blommande växter från många olika familjer, som flockblommiga växter (kummin), korgblommiga växter (maskrosor, hästhov, prästkrage och skråpsläktet), korsblommiga växter (senaper, stäppsenaper och gyllnar), kransblommiga växter (vitplister), klockväxter (ängsklocka), ljungväxter (odonsläktet), ranunkelväxter (svalört), rosväxter (fingerörter, aplar, hallonsläktet, plommonsläktet, hagtorn, ripsväxter, päron) samt videväxter (sälg). Biet är en viktig pollinatör i fruktträdgårdar.
Bona anläggs oftast ensamma, ibland i mindre samlingar tillsammans med andra av samma art. De parasiteras av trädgårdsgökbi (Nomada ruficornis).

## Utbredning
Trädgårdssandbiet finns i större delen av Europa, och vidare österut via Turkiet, Kaukasien och Centralasien till Kamtjatka och Japan. Arten finns även i Nordafrika.
I Sverige är arten vanlig i Götaland, Svealand och längs Norrlandskusten. I Norrlands inland är den mindre vanlig, och saknas i fjälltrakterna.
I Finland finns den i hela landet, från Åland och sydkusten till norra Lappland.
Arten är klassificerad som livskraftig både globalt, i Sverige och i Finland.